# Lozzo Atestino
Lozzo Atestino é uma comuna italiana da região do Vêneto, província de Pádua, com cerca de 3.101 habitantes. Estende-se por uma área de 23 km², tendo uma densidade populacional de 135 hab/km². Faz fronteira com Agugliaro (VI), Baone, Cinto Euganeo, Este, Noventa Vicentina (VI), Ospedaletto Euganeo, Vo.

## Demografia
| Variação demográfica do município entre 1861 e 2011                               |
|                                                                                   |
| Fonte: Istituto Nazionale di Statistica (ISTAT) - Elaboração gráfica da Wikipedia |

1. ↑  «Statistiche demografiche ISTAT» (em italiano). Dato istat
2. ↑  «Popolazione residente al 31 dicembre 2010» (em italiano). Dato istat
3. 1 2  «Istituto Nazionale di Statistica» 🔗 (em italiano). Statistiche I.Stat